# Matheus Sávio
Matheus Gonçalves Sávio, noto semplicemente come Matheus Sávio (Brodowski, 15 aprile 1997), è un calciatore brasiliano, centrocampista degli Urawa Reds.

## Caratteristiche tecniche
È una seconda punta che può giocare anche da ala destra.

## Carriera

### Club
Cresciuto nelle giovanili del Flamengo, ha debuttato il 15 ottobre 2015 nel match perso 3-0 contro il Figueirense.

### Nazionale
Con la nazionale Under-20 brasiliana ha preso parte al Campionato sudamericano Under-20 2017, collezionando 7 presenze e una rete.

## Statistiche

### Presenze e reti nei club
Statistiche aggiornate al 3 giugno 2017.
| Stagione        | Squadra         | Campionato      | Campionato | Campionato | Coppe nazionali | Coppe nazionali | Coppe nazionali | Coppe continentali | Coppe continentali | Coppe continentali | Altre coppe | Altre coppe | Altre coppe | Totale | Totale |
| Stagione        | Squadra         | Comp            | Pres       | Reti       | Comp            | Pres            | Reti            | Comp               | Pres               | Reti               | Comp        | Pres        | Reti        | Pres   | Reti   |
| --------------- | --------------- | --------------- | ---------- | ---------- | --------------- | --------------- | --------------- | ------------------ | ------------------ | ------------------ | ----------- | ----------- | ----------- | ------ | ------ |
| 2015            | Flamengo        | A+CAR           | 1+4        | 0+2        | CB              | 1               | 0               |                    | -                  | -                  |             | -           | -           | 6      | 2      |
| 2016            | Flamengo        | A+CAR           | 0          | 0          | CB              | 0               | 0               |                    | -                  | -                  |             | -           | -           | 0      | 0      |
| 2017            | Flamengo        | A+CAR           | 4+5        | 1+1        | CB              | 2               | 1               | CL                 | 3                  | 0                  |             | -           | -           | 14     | 3      |
| Totale Flamengo | Totale Flamengo | Totale Flamengo | 14         | 4          |                 | 3               | 1               |                    | 3                  | 0                  |             | -           | -           | 20     | 5      |
| Totale carriera | Totale carriera | Totale carriera | 14         | 4          |                 | 3               | 1               |                    | 3                  | 0                  |             | -           | -           | 20     | 5      |

## Palmarès

### Club

#### Competizioni statali
- Campionato Carioca: 1

Flamengo: 2017
- Campionato Alagoano: 1

CSA: 2019

#### Competizioni nazionali
- J2 League: 1

Kashiwa Reysol: 2019

### Individuale
- Squadra del campionato giapponese: 1

2024